# 福昌桥
福昌桥，又名浮澜桥，是中国浙江省嘉兴市桐乡市乌镇镇的一座古桥，位于南宫社区南大街南端朝南埭1号南侧,建于清代。已列为桐乡市文物保护单位。
2010年9月14日，福昌桥公布为第五批桐乡市文物保护单位。